# Бойко, Сергей Кузьмич
Сергей Кузьмич Бойко (укр. Сергій Кузьмич Бойко; 1913 год, село Оситная — 22 декабря 2000, Кременчуг) — председатель колхоза имени Ленина Кременчугского района Полтавской области. Герой Социалистического Труда (1959). Депутат Верховного Совета УССР 5 созыва. Лишён звания Героя Социалистического Труда в 1961 году.

## Биография
Родился в 1913 году в крестьянской семье в селе Оситная (сегодня — Новоукраинский район Кировоградской области).
С 1934 года — зоотехник молочной фермы колхоза имени Менжинского Кадиевского района Луганской области. С 1937 года до начала Великой Отечественной войны работал зоотехником Кременчугского районного земельного отдела Полтавской области.
Участвовал в Великой Отечественной войне. После войны до 1953 года работал зоотехником в сельскохозяйственных районных отделах Кременчугского района.
С 1953 года — председатель колхоза имени Ленина Кременчугского района в селе Большая Кохновка. Вывел колхоз в передовые сельскохозяйственные предприятия Полтавской области. В 1953 году колхоз собрал в среднем 11,8 центнеровых зерновых с каждого гектара, в 1958 году — 20,9 центнеров с каждого гектара. Производство мяса выросло с 7 до 60,2 центнеров и молока с 68 до 225 центнеров со 100 гектаров сельхозугодий. В 1959 году был удостоен отдельным указом звания Героя Социалистического Труда «за выдающиеся успехи в получении высоких урожаев сельскохозяйственных культур, а также за высокие показатели, достигнутые в увеличении производства мяса и молока на 100 гектаров сельскохозяйственных угодий».
Избирался депутатом Верховного Совета УССР 5 созыва от Кременчугского избирательного округа.
В 1961 году лишён звания Героя Социалистического Труда и Ордена Ленина как «незаслуженно получивший это высокое звание».

## Награды
- Герой Социалистического Труда — указом Президиума Верховного Совета СССР от 25 декабря 1959 года[2]
- Орден Ленина
- Орден Трудового Красного Знамени
- Орден Красной Звезды
- Медаль «За победу над Германией в Великой Отечественной войне 1941—1945 гг.»
- Лишён звания Героя Социалистического Труда — указом Президиума Верховного Совета СССР от 27 апреля 1961 года